# Molly Tarlov
Molly Tarlov (* 12. September 1992 in Manhattan, New York City) ist eine US-amerikanische Schauspielerin, vor allem bekannt durch ihre Rolle der Sadie Saxton in Awkward – Mein sogenanntes Leben.

## Leben und Karriere
Molly Tarlov ist die jüngste Tochter des Produzenten Mark Tarlov. Zusammen mit ihrer älteren Schwester wuchs sie in Manhattan auf. Sie hat einen Bachelor of Arts in Theater vom Bennington College. Des Weiteren studierte sie an der Atlantic Theater Company.
Zu Anfang ihrer Karriere war Molly Tarlov in einzelnen Folgen der Serie iCarly, Huge sowie Gravity zu sehen. Im Jahr 2011 wurde sie neben Ashley Rickards und Beau Mirchoff für die MTV-Serie Awkward – Mein sogenanntes Leben verpflichtet. In der Serie verkörpert sie Sadie Saxton.

## Filmografie (Auswahl)
- 1999: Einfach unwiderstehlich (Simply Irresistible)
- 2009: iCarly (Fernsehserie, Folge 3x01)
- 2010: Gravity (Fernsehserie, Folge 1x01)
- 2010: Huge (Fernsehserie, Folge 1x01)
- 2011–2016: Awkward – Mein sogenanntes Leben (Awkward., Fernsehserie)
- 2013: G.B.F.